# Invik
För det före detta börsnoterade bolaget, se Invik AB.
Invik är en by utanför Ullånger Ullångers socken i Kramfors kommun. Fram till 2000 klassades orten en småort.